# Erwin Fues
Erwin Richard Fues (Stuttgart, 17 de janeiro de 1893 — Freudenstadt, 17 de janeiro de 1970) foi um físico alemão.
Contribuiu com trabalhos sobre física atômica e física molecular, mecânica quântica e física do estado sólido.

## Publicações selecionadas
- Erwin Fues Vergleich zwischen den Funkenspektren der Erdalkalien und den Bogenspektren der Alkalien, Ann. D. Phys (4) 63 1-27 (1920). Received 5 February 1920, published in issue No. 17 of 16 September 1920.  As cited in Mehra, Volume 5, Part 2, 2001, p. 902.
- Erwin Fues Die Berechnung wasserstoffunähnlicher Spektren aus Zentralbewegungen der Elektronen. I., Z. Phys. 11 364-378 (1922). Received 2 October 1922, published in issue No. 6 of 30 November 1922.  As cited in Mehra, Volume 5, Part 2, 2001, p. 902.
- Erwin Fues Die Berechnung wasserstoffunähnlicher Spektren aus Zentralbewegungen der Elektronen. II., Z. Phys. 12 1-12 (1922). Received 2 October 1922, published in issue No. 1 of 9 December 1922.  As cited in Mehra, Volume 5, Part 2, 2001, p. 902.

## Livros
- Sommerfeld, Arnold Vorlesungen über theoretische Physik. Band 2: Mechanik der deformierbaren Medien. 4. Auflage, ergänzt und bearbeitet von Erwin Fues. (Akademische Verlagsgesellschaft, 1957)
- Sommerfeld, Arnold Vorlesungen über theoretische Physik. Band 1: Mechanik. 6. Auflage, bearbeitet und ergänzt von Erwin Fues. (Akademische Verlagsgesellschaft, 1962)
- Sommerfeld, Arnold Vorlesungen über theoretische Physik. Band 1: Mechanik. 7. Auflage, bearbeitet und ergänzt von Erwin Fues. (Akademische Verlagsgesellschaft, 1964)
- Sommerfeld, Arnold Vorlesungen über theoretische Physik. Band 2: Mechanik der deformierbaren Medien. 5. Auflage, ergänzt und bearbeitet von Erwin Fues. (Akademische Verlagsgesellschaft, 1964)
- Sommerfeld, Arnold Vorlesungen über theoretische Physik. Band 1: Mechanik. 8. Auflage, bearbeitet und ergänzt von Erwin Fues. (Akademische Verlagsgesellschaft, 1968)